# Ana Maria Bican
Ana Maria Bican (n. 3 martie 1980, Zărnești, România) este o fostă gimnastă română.

## Biografie
Ana Maria Bican a câștigat ca junioară medalia de aur cu echipa la Campionatele europene de gimnastică feminină din 1992. Tot ca junioară la Campionatele europene de gimnastică feminină din 1994 a câștigat medalia de aur la sărituri și bronz la individual compus.
În 1994 la Jocurile Bunăvoinței a fost a doua cu echipa și a patra la bârnă. La la Campionatele europene de gimnastică feminină din 1996 a câștigat medalia de aur cu echipa. La Jocurile Olimpice de la Atlanta din 1996 a fost selecționată, dar nu a participat din cauza unei accidentări. În urma accidentării și-a încheiat cariera de gimnastă. A studiat apoi francezǎ și marketing la Universitatea din Michigan.

## Carieră
| An   | Eveniment                                | Echipa | Individual Compus | Sărituri | Paralele | Bârnă | Sol |
| ---- | ---------------------------------------- | ------ | ----------------- | -------- | -------- | ----- | --- |
| 1991 | Campionatele Balcanice de Juniori        |        | 3                 |          |          |       |     |
| 1992 | Avignon Junior International             |        | 4                 |          |          |       |     |
| 1992 | Grenoble International                   |        | 4                 |          |          |       |     |
| 1992 | Campionatele Europene de Juniori         | 1      |                   |          |          |       |     |
| 1993 | Arthur Gander Memorial                   |        | 6                 |          |          |       |     |
| 1993 | Zilele Tineretului Olimpic European      | 2      |                   | 1        | 1        | 2     |     |
| 1993 | Internaționalele Ungariei                |        | 13                |          |          |       |     |
| 1993 | Campionatele Naționale                   |        | 3                 | 2        | 3        |       | 2   |
| 1993 | Swiss Cup                                | 5      |                   |          |          |       |     |
| 1994 | Jocurile Bunăvoinței                     | 2      | 6                 | 4        | 6        | 4     |     |
| 1994 | Campionatele Europene de Juniori         |        | 3                 | 1        | 7        | 7     |     |
| 1994 | Campionatele Naționale                   | 3      | 3                 |          |          |       |     |
| 1994 | Soapberry World Gym Challenge            |        | 3                 | 1        | 3        |       | 1   |
| 1994 | USA-ROM Dual Meet                        |        | 4                 |          |          |       |     |
| 1995 | Campionatele Naționale                   | 3      |                   |          | 3        |       |     |
| 1995 | McDonald's American Cup                  |        | 2                 |          |          |       |     |
| 1995 | International Mixed Paris                |        | 1                 |          |          |       |     |
| 1995 | Campionatele Internaționale ale României |        | 4                 | 8        | 4        |       | 3   |
| 1995 | Amical România-Germania                  | 1      | 9                 |          |          |       |     |
| 1996 | Amical Italia-Bielorusia-România-Rusia   |        | 9                 |          |          |       |     |
| 1996 | Campionatele Internaționale ale României |        | 2                 |          |          | 1     |     |
| 1996 | World Stars                              |        | 3                 |          |          |       |     |
| 1996 | Campionatele Europene                    | 1      |                   |          |          |       |     |